# جورج دينيسون
جورج دينيسون هو محامي وسياسي أمريكي، ولد في 22 فبراير 1790 في كينغستون في الولايات المتحدة، وتوفي في 20 أغسطس 1831 في ويلكس بار في الولايات المتحدة. نشط حزبياً في الحزب الجمهوري الديمقراطي. وقد انتخب عضو مجلس نواب بنسيلفانيا ‏ وانتخب عضو مجلس النواب الأمريكي ‏.